# Frasera parryi
Frasera parryi är en gentianaväxtart som beskrevs av John Torrey. Frasera parryi ingår i släktet Frasera och familjen gentianaväxter. Inga underarter finns listade i Catalogue of Life.